# Catarhoe albescens
Catarhoe albescens är en fjärilsart som beskrevs av Barend J. Lempke 1950. Catarhoe albescens ingår i släktet Catarhoe och familjen mätare. Inga underarter finns listade i Catalogue of Life.